# Chorizo de Pamplona

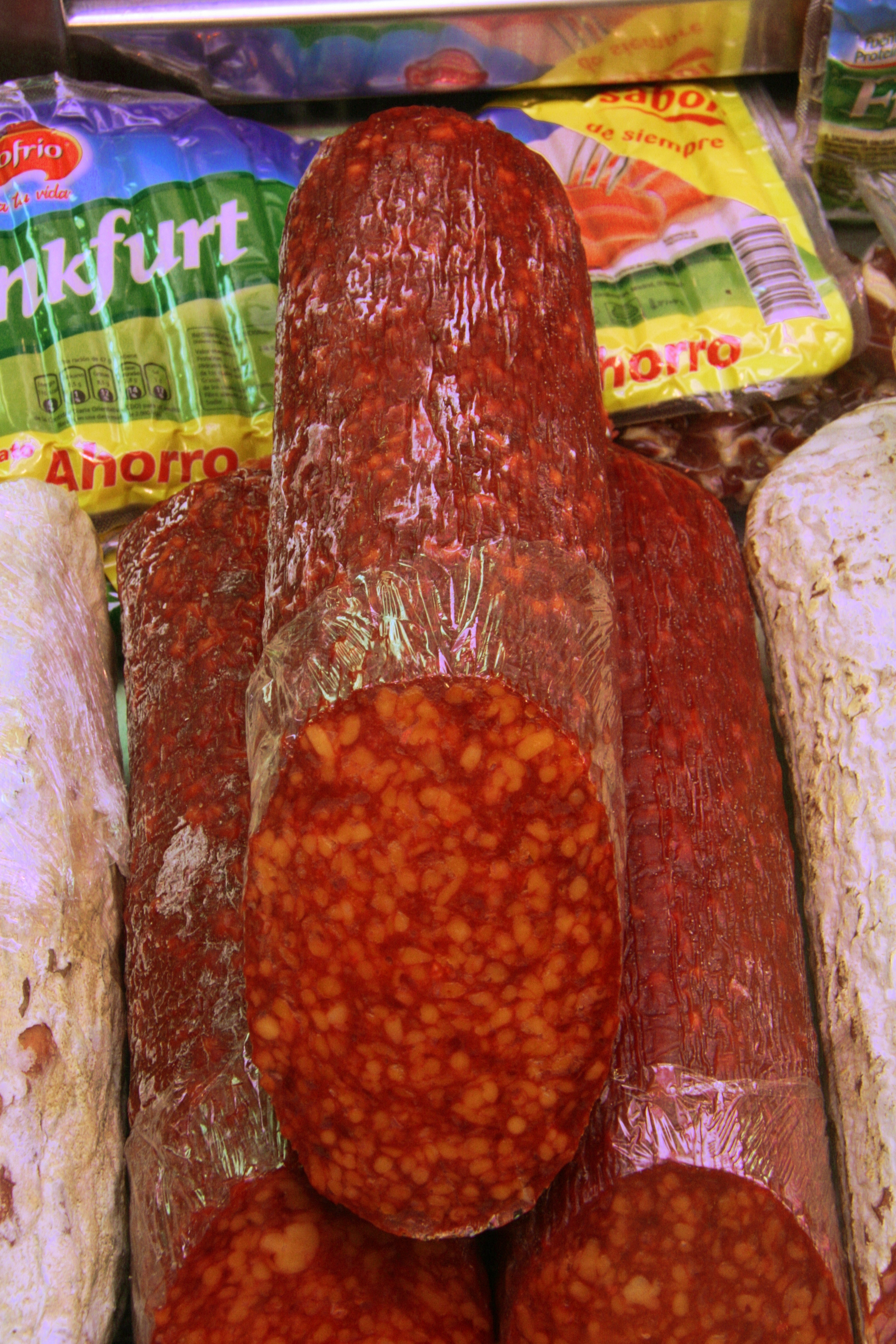
Un chorizo de Pamplona mostrando su característico corte.

El chorizo de Pamplona (o chorizo pamplonica) es un embutido típico de la gastronomía de Navarra. Se caracteriza por contener carne de vacuno y de porcino, ambas finamente picadas al de aspecto homogéneamente granulado. Embutido en tripa natural (o de plástico) que al ser curado debe tener un calibre mínimo de cuarenta milímetros de diámetro. Su forma final es la típica 'vela'. Su color rojo-anaranjado (Carmín) se debe al contenido de pimentón, tan abundante en Navarra. A pesar de su denominación local, es un tipo de chorizo muy habitual en las charcuterías de todo el territorio español. Su popularidad hace que desde los años noventa se hayan realizado test organolépticos con la intención de estandarizar la industria de procesado, así como las normas de calidad.

## Características
Los magros de las carnes de vacuno y porcino son picadas con su tocino igualmente picado aparte. Los granos resultantes de la operación de picado no deben pasar de un diámetro medio de 3 mm (con un error de 0,5 mm). Se añade a la mezcla sal, pimentón y especias diversas. La mezcla se amasa, se embute en tripa natural (o de plástico) y se procede posteriormente a la maduración lenta en secaderos naturales. 
Su aspecto es en forma de vela. Suele servirse cortado a lonchas finas (normalmente a 45°) como tapa, o en un simple bocadillo, existen algunas recetas culinarias en las que resulta posible emplearlo como ingrediente: como puede ser cocidos.

## Comercialización
El producto artesano es escaso, sólo asequible en las zonas rurales, y difiere en contenido de la versión comercial. La comercialización del chorizo de Pamplona necesita la añadidura de ciertos aditivos alimentarios como el trifosfato pentasódico (E 451 i) actuando como estabilizante. El color rojo-anaranjado se debe al empleo de ácido carmínico (E-120). Incluye aromatizantes como: ascorbato sódico, y extracto de romero, conservantes como sorbato potásico.
Desde finales del siglo XX se ha intentado comercializar versiones del chorizo de pamplona en el que se reemplaza la grasa por ciertas fracciones de aceite de oliva pre-emulsionada. Estas versiones sucedáneas de chorizo de Pamplona han mostrado que en reemplazos de por encima un 25% mantienen los niveles de aceptación del consumidor. En la misma línea de substitución se han realizado versiones del producto sustituyendo el magro de la carne por carne de pavo (chorizo de pavo), manteniendo una cierta aceptación en el mercado.